# Spelaeodytes mirabilis
Spelaeodytes mirabilis is een keversoort uit de familie loopkevers (Carabidae). De wetenschappelijke naam van de soort is voor het eerst geldig gepubliceerd in 1863 door Miller.